# Classificazione dello spazio aereo

FIR e ACC nella suddivisione dello spazio aereo italiano

La classificazione dello spazio aereo sopra ogni nazione prevede la sua suddivisione in spazi aerei più piccoli, individuati dei limiti sia territoriali sia altimetrici.

## Spazio aereo
Lo spazio aereo verticale è poi suddiviso in spazio inferiore, fino al livello di volo 195 (19.500 ft = 5940m), e spazio aereo superiore, dal livello 200 (20.000 ft = 6000m) in su. Inoltre sopra ogni aeroporto vi sono due o tre spazi concentrici per proteggere il traffico in zona: il più piccolo è detto ATZ, che è contenuto nel CTR, e talvolta alla confluenza di più grandi aeroporti c'è la TMA. Alcune aerovie sono anche spazi aerei. A questi vanno aggiunti spazi causati da esigenze particolari, come zone pericolose.
Ognuno di questi spazi è caratterizzato da regole ben determinate. Per non dover descrivere ogni spazio singolarmente, a ognuno viene assegnata una lettera dalla A alla G, che determina le regole vigenti in quello spazio.

## Classificazione
Sono previste sette classi di spazio aereo; ogni classe prevede la fornitura di specifici Servizi del traffico aereo.
Le classi sono nominate:
A - B - C - D - E - F - G
Lo spazio A è quello in cui vigono regole e controlli più severi, quello G è il più libero.
Di seguito è illustrato in modo molto schematico quali servizi del traffico aereo sono previsti per ciascuna classe di spazio aereo e quali sono i requisiti da rispettare per potervi accedere.
Nella terminologia aeronautica vengono definiti "spazi aerei controllati" quegli spazi aerei entro cui è fornito il Servizio di controllo del traffico aereo, cioè gli spazi A, B, C, D, E e "spazi aerei non controllati" quelli entro cui è non fornito, cioè F e G.
A dispetto del termine quindi, spazio aereo "non controllato" non indica una fetta di cielo abbandonata e senza regole, bensì uno spazio aereo entro cui sono forniti sempre il Servizio Informazioni Volo e - con alcune eccezioni - il Servizio di allarme, più eventualmente il Servizio consultivo del traffico aereo.
A seguito della descrizione che segue si potrà quindi dedurre che sono spazi aerei controllati quelli classificati come A, B, C, D o E, mentre sono spazi aerei non controllati quelli classificati come F o G.

### Spazio aereo di classe A
- Spazio aereo controllato.
- Volo secondo le Regole del volo strumentale (IFR - Instrumental Flight Rules): Consentito.
- Volo secondo le Regole del volo a vista (VFR - Visual Flight Rules): Non consentito.
- Separazione ATC: Applicata tra tutti gli aeromobili.
- Servizi forniti: Servizio di controllo del traffico aereo, Servizio Informazioni Volo e Servizio di allarme.
- Condizioni minime di visibilità e distanza dalle nubi: Applicate in accordo alla classe di spazio aereo.
- Contatto radio: Obbligatorio.
- Autorizzazione all'ingresso: Necessaria.
- Transponder: Obbligatorio, attivo in modalità A e C.

### Spazio aereo di classe B
- Spazio aereo controllato.
- Volo IFR: Consentito.
- Volo VFR: Consentito.
- Separazione: Applicata tra tutti gli aeromobili.
- Servizi forniti: Servizio di controllo del traffico aereo, Servizio Informazioni Volo e Servizio di allarme.
- Condizioni minime di visibilità e distanza dalle nubi: Applicate in accordo alla classe di spazio aereo.
- Limite di velocità: Non previsto
- Contatto radio: Obbligatorio.
- Autorizzazione all'ingresso: Necessaria.
- Transponder: Attivo in modalità A e C.

### Spazio aereo di classe C
- Presente nell'ATZ e CTR di alcuni aeroporti di media importanza, in alcune TMA e in altre aree.
- Spazio aereo controllato.
- Volo IFR: Consentito.
- Volo VFR: Consentito.
- Separazione: Applicata tra tutti i voli IFR e tra i voli IFR e i voli VFR. Informazione di traffico e Suggerimento per evitare collisioni (su richiesta del pilota) fornite tra voli VFR.
- Servizi forniti: Servizio di controllo del traffico aereo, Servizio Informazioni Volo e Servizio di allarme.
- Condizioni minime di visibilità e distanza dalle nubi: Applicate in accordo alla classe di spazio aereo.
- Limite di velocità: 250 Kts al di sotto di FL100
- Contatto radio: Obbligatorio.
- Autorizzazione all'ingresso: Necessaria.
- Transponder: Attivo in modalità A e C.

### Spazio aereo di classe D
- Presente in tutte le aerovie sopra il livello di volo 115 e nei CTR di alcuni aeroporti.
- Spazio aereo controllato.
- Volo IFR: Consentito.
- Volo VFR: Consentito.
- Separazione: Applicata tra tutti i voli IFR. Informazione di traffic e Suggerimento per evitare collisioni sempre fornite. Se richieste dal pilota sono fornite anche le separazioni tra i voli IFR e i voli VFR.
- Servizi forniti: Servizio di controllo del traffico aereo, Servizio Informazioni Volo e Servizio di allarme.
- Condizioni minime di visibilità e distanza dalle nubi: Applicate in accordo alla classe di spazio aereo.
- Limite di velocità: 250 nodi di velocità indicata sotto Livello di volo 100.
- Contatto radio: Obbligatorio.
- Autorizzazione all'ingresso: Necessaria.
- Transponder: Attivo in modalità A e C.

### Spazio aereo di classe E
- Presente in tutte le aerovie sotto il livello di volo 115.
- Spazio aereo controllato limitatamente ai voli IFR.
- Volo IFR: Consentito.
- Volo VFR: Consentito.
- Separazione: Applicata tra tutti i voli IFR.
- Servizi forniti: Servizio di controllo del traffico aereo, Servizio Informazioni Volo e Servizio di allarme.
- Condizioni minime di visibilità e distanza dalle nubi: Applicate in accordo alla classe di spazio aereo.
- Limite di velocità: 250 nodi di velocità indicata sotto Livello di volo 100.
- Contatto radio: Obbligatorio per i voli IFR, non obbligatorio per i voli VFR.
- Autorizzazione all'ingresso: Necessaria per i voli IFR, non necessaria per i voli VFR.
- Transponder: Attivo in modalità A e C.

### Spazio aereo di classe F
- Presente in passato in una breve rotta a servizio consultivo in tutta l'Italia
- Spazio aereo non controllato.
- Volo IFR: Consentito.
- Volo VFR: Consentito.
- Separazione: Applicata tra tutti i voli IFR per quanto possibile.
- Servizi forniti: Servizio consultivo del traffico aereo, Servizio Informazioni Volo e Servizio di allarme.
- Condizioni minime di visibilità e distanza dalle nubi: Applicate in accordo alla classe di spazio aereo.
- Limite di velocità: 250 nodi di velocità indicata sotto Livello di volo 100.
- Contatto radio: Obbligatorio per i voli IFR, non obbligatorio per i voli VFR.
- Autorizzazione all'ingresso: Non necessaria.
- Transponder: Attivo in modalità A e C.

### Spazio aereo di classe G
- Presente in tutti gli spazi aerei poco trafficati, come sulle zone montuose o poco abitate, sugli aeroporti minori e ovunque sopra il livello di volo 660 (66.000 ft = 20.000m)
- Spazio aereo non controllato.
- Volo IFR: Consentito.
- Volo VFR: Consentito.
- Separazione: Non applicata.
- Servizi forniti: Servizio Informazioni Volo e Servizio di allarme.
- Condizioni minime di visibilità e distanza dalle nubi: Applicate in accordo alla classe di spazio aereo.
- Limite di velocità: 250 nodi di velocità indicata sotto Livello di volo 100.
- Contatto radio: Obbligatorio per i voli IFR, non obbligatorio per i voli VFR.
- Autorizzazione all'ingresso: Non necessaria.
- Transponder: Attivo in modalità A e C.

### Tabella riepilogativa
| Spazi aerei controllati     | Spazi aerei controllati | Spazi aerei controllati | Spazi aerei controllati  | Spazi aerei controllati | Spazi aerei controllati | Spazi aerei controllati | Spazi aerei controllati  | Spazi aerei controllati   | Spazi aerei controllati             |
| Classe                      | IFR Consentito          | VFR Consentito          | Separazione              | Separazione             | Separazione             | Servizi forniti         | Limite di velocità (IAS) | Obbligo di contatto radio | Autorizzazione all'ingresso         |
| Classe                      | IFR Consentito          | VFR Consentito          | IFR-IFR                  | IFR-VFR                 | VFR-VFR                 | Servizi forniti         | Limite di velocità (IAS) | Obbligo di contatto radio | Autorizzazione all'ingresso         |
| --------------------------- | ----------------------- | ----------------------- | ------------------------ | ----------------------- | ----------------------- | ----------------------- | ------------------------ | ------------------------- | ----------------------------------- |
| A                           | SÌ                      | NO                      | SÌ                       | n/a                     | n/a                     | ATCS, FIS, ALS          | Non previsto             | SÌ                        | SÌ                                  |
| B                           | SÌ                      | SÌ                      | SÌ                       | SÌ                      | SI                      | ATCS, FIS, ALS          | Non previsto             | SÌ                        | SÌ                                  |
| C                           | SÌ                      | SÌ                      | SÌ                       | SÌ                      | Traffic info            | ATCS, FIS, ALS          | 250 kts sotto FL 100     | SÌ                        | SÌ                                  |
| D                           | SÌ                      | SÌ                      | SÌ                       | Traffic info            | Traffic info            | ATCS, FIS, ALS          | 250 kts sotto FL 100     | SÌ                        | SÌ                                  |
| E                           | SÌ                      | SÌ                      | SÌ                       | NO                      | NO                      | ATCS, FIS, ALS          | 250 kts sotto FL 100     | IFR: SÌ VFR: NO           | IFR: necessaria VFR: non necessaria |
| Spazi aerei non controllati |                         |                         |                          |                         |                         |                         |                          |                           |                                     |
| Classe                      | IFR Consentito          | VFR Consentito          | Separazione              | Separazione             | Separazione             | Servizi forniti         | Limite di velocità (IAS) | Obbligo di contatto radio | Autorizzazione all'ingresso         |
| Classe                      | IFR Consentito          | VFR Consentito          | IFR-IFR                  | IFR-VFR                 | VFR-VFR                 | Servizi forniti         | Limite di velocità (IAS) | Obbligo di contatto radio | Autorizzazione all'ingresso         |
| F                           | SÌ                      | SÌ                      | SÌ, per quanto possibile | NO                      | NO                      | FIS, ALS                | 250 kts sotto FL 100     | IFR: SÌ VFR: NO           | NO                                  |
| G                           | SÌ                      | SÌ                      | NO                       | NO                      | NO                      | FIS, ALS                | 250 kts sotto FL 100     | IFR: SÌ VFR: NO           | NO                                  |

## Classificazione dello spazio aereo italiano
In Italia si distinguono tre grandi FIR (Flight Information Regions), cioè Milano, Roma e Brindisi. Per ogni FIR è presente almeno un FIC (Flight information center). In Italia ogni FIR ne possiede uno, con l'eccezione della FIR di Milano, suddivisa fra Milano informazioni(FIC DI MILANO) (parte ovest) e Padova Informazioni(FIC DI PADOVA) (parte est).
Anche l'Italia ha adottato la classificazione dello spazio aereo secondo gli standard ICAO.
L'Italia ha recepito tutte le classi previste dagli standard, ma nessuna porzione di spazio aereo italiano è stata finora classificata come B, e una sola rotta, per di più breve, è stata in passato classificata F.